# Женская сборная Швейцарии по волейболу
Женская национальная сборная Швейцарии по волейболу (нем. Schweizer Volleyballnationalmannschaft der Frauen, фр. Équipe de Suisse de volley-ball féminin, итал. Nazionale di pallavolo femminile della Svizzera) — представляет Швейцарию на международных соревнованиях по волейболу. Управляющей организацией выступает федерация Швейцарский волейбол (Swiss Volley).

## История
Официальное развитие волейбол в Швейцарии получил лишь в 1958 году, когда была образована Швейцарская федерация волейбола, в том же году вступившая в ФИВБ. Годом ранее прошёл первый чемпионат Швейцарии среди мужчин, а в 1959 — и среди женщин.
Женская сборная страны впервые была сформирована в 1967 году для участия в чемпионате Европы. На континентальном первенстве, прошедшем в Турции, швейцарские волейболистки провели 8 матчей и одержали две победы, заняв итоговое 13-е место среди 15 участников. Следующий чемпионат Европы, который в 1971 году принимала Италия, сложился для сборной Швейцарии более удачно — 12 место среди 18 национальных команд стран «старого света».
После того как с 1975 число участников европейских волейбольных первенств было ограничено 12-ю командами и в связи с этим стал проводиться отборочный турнир, швейцарские волейболистки на протяжении 38 лет ни разу не смогли пробиться в основную стадию чемпионатов Европы. Также неудачей оборачивались и попытки сборной Швейцарии преодолеть квалификацию чемпионатов мира (5 раз) и Олимпийских раз (единожды).
После провального выступления в дивизионе «В» отборочного турнира Евро-2003, когда волейболистки Швейцарии «всухую» проиграли все свои 6 матчей, женская сборная страны была расформирована и с 2003 по 2010 в официальных соревнованиях участия не принимала.

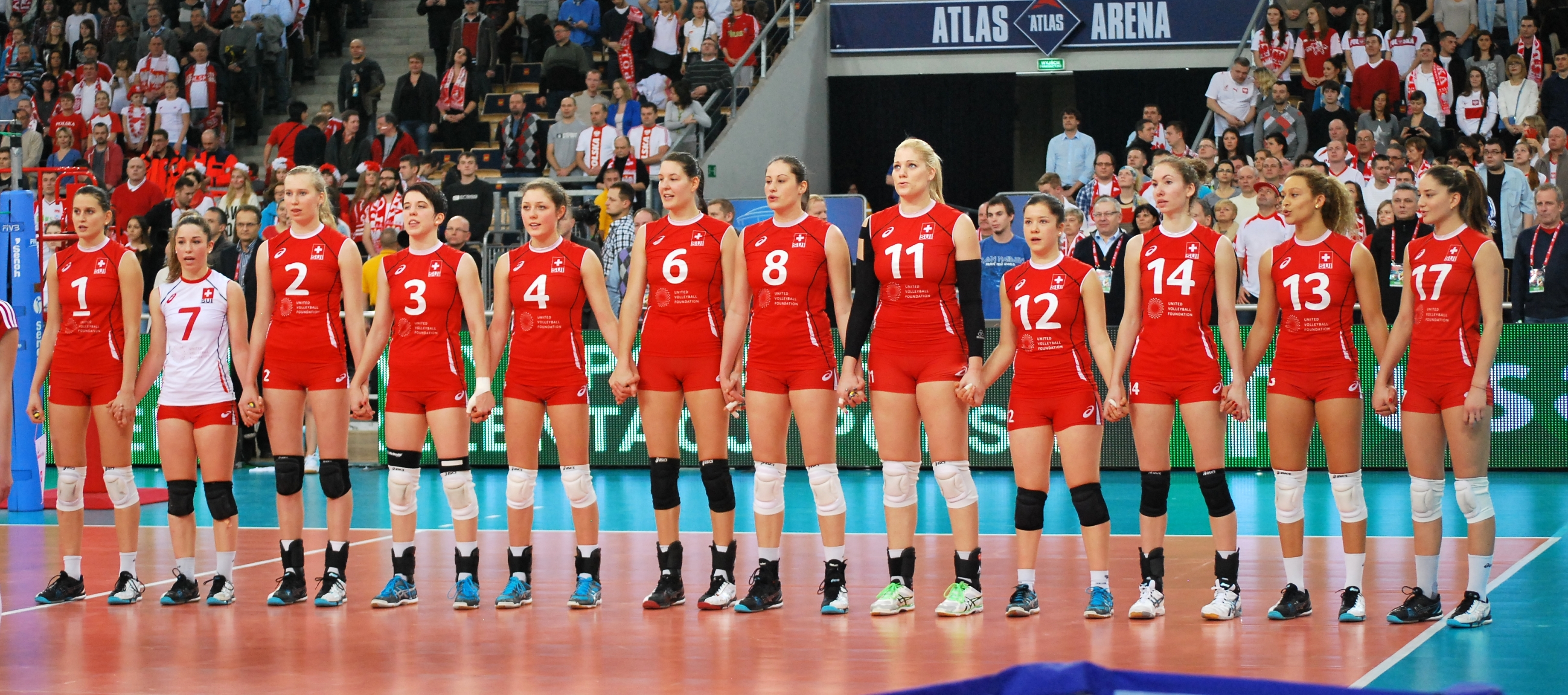
Сборная Швейцарии в отборочном турнире чемпионата мира 2014 (Лодзь, 4.01.2014)

Значительный вклад в возрождение интереса к волейболу в Швейцарии внесла команда «Волеро» (Цюрих) — с 2006 одна из сильнейших клубных команд Европы. И хотя в ней долгое время играли практически только иностранные волейболистки, на возвращении сборной страны на международную арену выросший интерес к волейболу несомненно сказался.
В 2010 женская сборная Швейцарии приняла участие в квалификации чемпионата Европы, но выступила неудачно. В том же году национальную команду страны возглавила сербка Светлана Илич — до 2012 главный тренер «Волеро». С 2012 она же одновременно была и наставником московского «Динамо». Через год под её руководством сборная Швейцарии после 38-летнего перерыва вновь была среди участников европейского континентального первенства, правда за счёт того, что страна была одной из хозяек соревнований. На самом же чемпионате швейцарские волейболистки проиграли все свои три матча, но смогли дать бой сборным Франции и Бельгии — будущему бронзовому призёру турнира.
В феврале 2014 года Светлана Илич ушла в отставку с обоих тренерских постов — и в сборной Швейцарии и в московском «Динамо», а национальную команду страны возглавил её ассистент Тимоти Липпунер.

## Результаты выступлений и составы

### Олимпийские игры
В квалификации Олимпийских волейбольных турниров 1964—1972 и 1980—2024 сборная Швейцарии участия не принимала.
- 1976 — не квалифицировалась

### Чемпионаты мира
| - 1952 — не участвовала - 1956 — не участвовала - 1960 — не участвовала - 1962 — не участвовала - 1967 — не участвовала - 1970 — не участвовала - 1974 — не квалифицировалась - 1978 — не участвовала - 1982 — не участвовала - 1986 — не участвовала | - 1990 — не квалифицировалась - 1994 — не квалифицировалась - 1998 — не участвовала - 2002 — не квалифицировалась - 2006 — не участвовала - 2010 — не участвовала - 2014 — не квалифицировалась - 2018 — не квалифицировалась - 2022 — не квалифицировалась - 2025 — не квалифицировалась |

### Чемпионаты Европы
В чемпионатах Европы 1949—1963 сборная Швейцарии участия не принимала.
| - 1967 — 13-е место - 1971 — 12-е место - 1975 — не квалифицировалась - 1977 — не участвовала - 1979 — не квалифицировалась - 1981 — не квалифицировалась - 1983 — не квалифицировалась - 1985 — не квалифицировалась - 1987 — не квалифицировалась - 1989 — не квалифицировалась - 1991 — не квалифицировалась - 1993 — не квалифицировалась - 1995 — не квалифицировалась - 1997 — не квалифицировалась | - 1999 — не квалифицировалась - 2001 — не квалифицировалась - 2003 — не квалифицировалась - 2005 — не участвовала - 2007 — не участвовала - 2009 — не участвовала - 2011 — не квалифицировалась - 2013 — 13—16-е место - 2015 — не квалифицировалась - 2017 — не квалифицировалась - 2019 — 17—20-е место - 2021 — 21—24-е место - 2023 — 9—16-е место - 2026 — |

- 2013: Кристель Марбах, Лаура Сируцек, Елена Штайнеман, Мартина Хальтер, Патриция Шаусс, Табо Дальяр, Сандра Штокер, Надин Женни, Стефани Банварт, Манди Виггер, Мелани Паули, Инес Гранворка, Марина Кюнер, Лаура Унтернерер. Тренер — Светлана Илич.
- 2019: Юли Ленгвайлер, Ливия Заугг, Габи Шоттрофф, Таис Депрати, Мадлена Маттер, Мелин Пьерре, Майя Шторк, Сарина Бруннер, Самира Зульзер, Сара Трёш, Ксения Штаффельбах, Лаура Кюнцлер, Оливия Васснер, Матильде Энгель. Тренер —Тимоти Липпунер.
- 2021: Корина Перковац,Николь Айхольцер, Таис Депрати, Мадлена Маттер, Мелин Пьерре, Самира Зульзер, Зарина Виланд, Сара ван Рой, Майя Шторк, Ориан Хаммерли, Лаура Кюнцлер, Флавия Кнутти, Годелиф Шварц, Лея Цурлинден. Тренер — Саския ван Хинтум.

### Евролига
Сборная Швейцария участвовала только в трёх розыгрышах Евролиги.
- 2012 — 10—12-е место
- 2018 — 17—18-е место (5—6-е в Серебряной лиге)
- 2025 — 13-е место (1-е в Серебряной лиге)

### Кубок весны
Женская сборная Швейцарии два раза становилась бронзовым призёром (в 1984 и 1989 годах) традиционного международного турнира Кубок весны (Spring Cup), который ежегодно (с 1962 для мужских и с 1973 для женских сборных команд) проводился по инициативе федераций волейбола западноевропейских стран.

## Состав
Сборная Швейцарии в квалификации чемпионата Европы 2026 (2024 год)
| №  | Имя, фамилия         | Год рождения | Рост | Амплуа      | Клуб                            |
| -- | -------------------- | ------------ | ---- | ----------- | ------------------------------- |
| 1  | Каролин Деллей       | 2005         | 169  | либеро      | «Витеос Невшатель ЮК» Невшатель |
| 2  | Лаура Куцояннакис    | 1993         | 179  | нападающая  | «Волейбол Академи» Бюлах        |
| 4  | Аликс Де Микели      | 2001         | 182  | центральная | «Витеос Невшатель ЮК» Невшатель |
| 5  | Кьяра Аммирати       | 2002         | 176  | нападающая  | «Безье»                         |
| 7  | Мелин Пьерре         | 1999         | 175  | связующая   | «Витеос Невшатель ЮК» Невшатель |
| 8  | Самира Зульзер       | 1995         | 187  | нападающая  | «Олимпико» Лас-Пальмас          |
| 9  | Сарина Виланд        | 1997         | 178  | нападающая  | «Дюдинген»                      |
| 10 | Ориане Хеммерли      | 1996         | 172  | связующая   | «Шезо» Шезо-сюр-Лозанн          |
| 11 | Майя Шторк           | 1998         | 184  | нападающая  | «Мегабокс» Валлефолья           |
| 15 | Табеа Айхлер         | 2003         | 185  | нападающая  | «Пфеффинген»                    |
| 16 | Фабиана Моттис       | 2003         | 165  | либеро      | «Витеос Невшатель ЮК» Невшатель |
| 17 | Юли Ленгвайлер       | 1998         | 186  | нападающая  | «Дрезднер» Дрезден              |
| 18 | Магдалена Кнойбюхлер | 2004         | 189  | центральная | «Пфеффинген»                    |
| 19 | Синди Мико           | 2004         | 184  | нападающая  | «Витеос Невшатель ЮК» Невшатель |

- Главный тренер —  Лорен Бертолаччи.
- Тренеры — Лаура Джиролами,  Войцех Курчиньский.